# Бихар, Ференц
Ференц Бихар де Барабашег (венг. Ferenc Bihar de Barabásszeg ; 20 декабря 1847, Дебрецен, Королевство Венгрия — 17 мая  1920, Будапешт, Венгрия) — венгерский политический, военный и государственный деятель, генерал-лейтенант, министр венгерской народной обороны (министерство гонведов, 1905—1906).

## Биография
Образование получил в военном училище и Терезианской академии в Винер-Нойштадте. Преподавал в Терезианской военной академии.
Позже до 1884 года в чине майора командовал 29-го венгерским батальоном, затем в 1885 году стал офицером штаба армейского округа.
С 1888 по 1896 год в чине полковника работал в Министерстве обороны Королевства Венгрия. В 1896 году временно командовал офицерскими курсами. В 1897 году получил звание генерал-майора.
В 1902—1905 годах в чине генерал-лейтенанта — командующий военным округом Секешфехервар.
Во время Венгерского кризиса (1905—1906) занимал пост министра венгерской народной обороны (министерство гонведов). Ушёл в отставку в 1906 году в звании почётного генерала пехоты.